# Somogyfajsz
Somogyfajsz là một thị trấn thuộc hạt Somogy, Hungary. Thị trấn này có diện tích 18,26 km², dân số năm 2010 là 547 người, mật độ 30 người/km².